# Округ Хајландс (Флорида)
Хајландс (енгл. Highlands County) је округ у америчкој савезној држави Флорида. По попису из 2010. године број становника је 98.786.

## Демографија
Према попису становништва из 2010. у округу је живело 98.786 становника, што је 11.420 (13,1%) становника више него 2000. године.
| Група             | 2000.          | 2010.          |
| Белци             | 66.814 (76,5%) | 69.804 (70,7%) |
| Афроамериканци    | 8.155 (9,3%)   | 9.263 (9,4%)   |
| Азијати           | 917 (1,0%)     | 1.439 (1,5%)   |
| Хиспаноамериканци | 10.542 (12,1%) | 17.157 (17,4%) |
| Укупно            | 87.366         | 98.786         |